# عشاق مدار شمالگان
عشاق مدار شمالگان (اسپانیایی: Los amantes del círculo polar‎) یک فیلم عاشقانه درام اسپانیایی به کارگردانی خولیو مدم است که در سال ۱۹۹۸ منتشر شد. از بازیگران آن می‌توان به نانچو نُـوو، فله مارتینس و نایوا نیمری اشاره کرد.